# Wosret

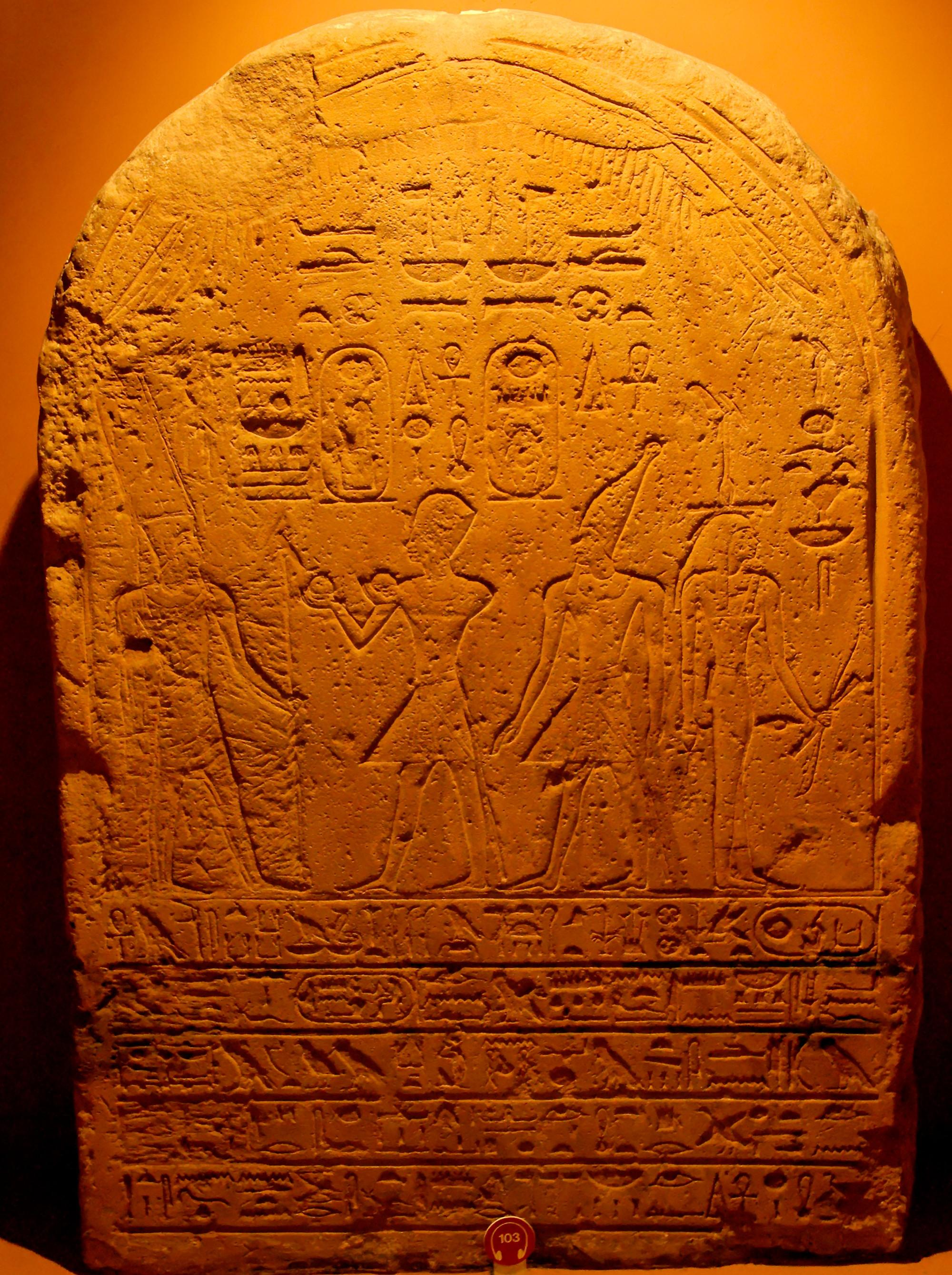
Wosret (la figura de la dreta) en una estela de Hatshepsut (centre esquerra) oferint davant Amon, i el seu nebot, que es convertiria en el faraó Tuthmosis III (darrere). Museus Vaticans.

Wosret, «La Poderosa», antiga deessa protectora dels faraons en la mitologia egípcia, que va ser representant del Nomós de Tebes. Va ser denominada "La Poderosa", i la «Senyora d'Isheru». Va ser venerada a Tebes, on apareix representada al temple de Luxor com a esposa d'Ammon. Van portar el seu nom diversos faraons de la dinastia XII d'Egipte, els anomenats Senusert «L'Home de la deessa Usert»: Senusert I, Senusert II, i Senusert III, a qui els escriptors grecs els van anomenar Sesostris.

## Iconografia
La deessa va ser representada com a dona amb el ceptre uas, adornada amb una cinta i una ploma i amb el signe del Nomós. També com lleona, o dona amb cap de lleona.

## Mitologia
El nom Wosret significa "La Poderosa", ja apareix esmentada en el Llibre de l'Amduat, simbolitzava el ceptre uas, sent una de les formes de l'Ull d'Horus. Possible antiga esposa d'Ammon a Tebes, que va aconseguir la seva major veneració i estima durant la dinastia XII, en l'Imperi Mitjà, en ser considerada protectora del faraó, i identificada amb el Nomós de Tebes (Wast).
Wosret tutelava les expedicions al Sinaí durant la dinastia XII.
La deessa va ser vinculada amb Neith a Hermontis, amb Maat a Medamud, i amb Tit a Tod. També va ser considerada una forma d'Isis i de Sekhmet. Posteriorment, va ser substituïda en les seves funcions per la deessa Mut i va esdevenir un aspecte de Hathor.